# Rasur

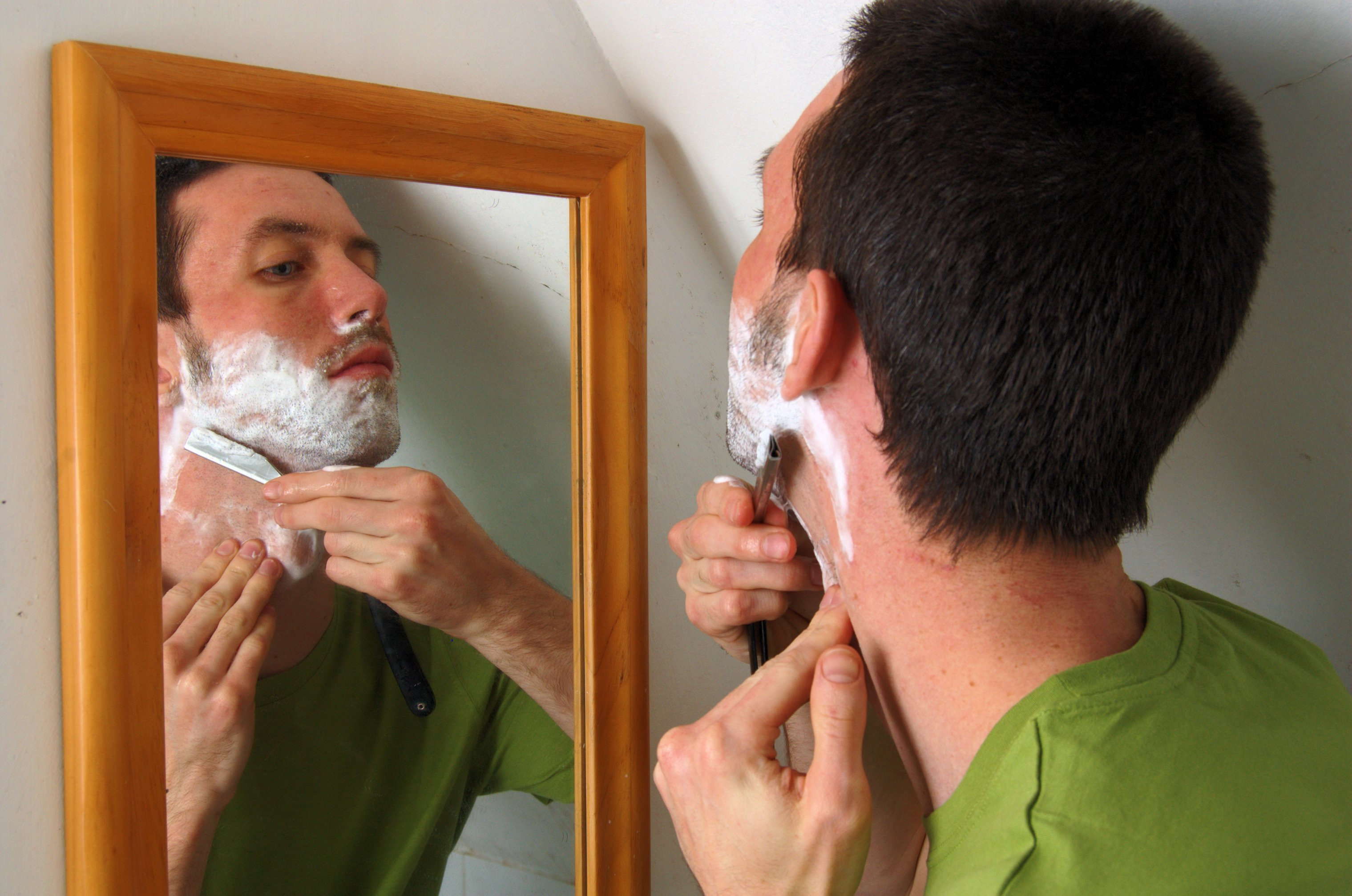
Nassrasur mit einem Rasiermesser

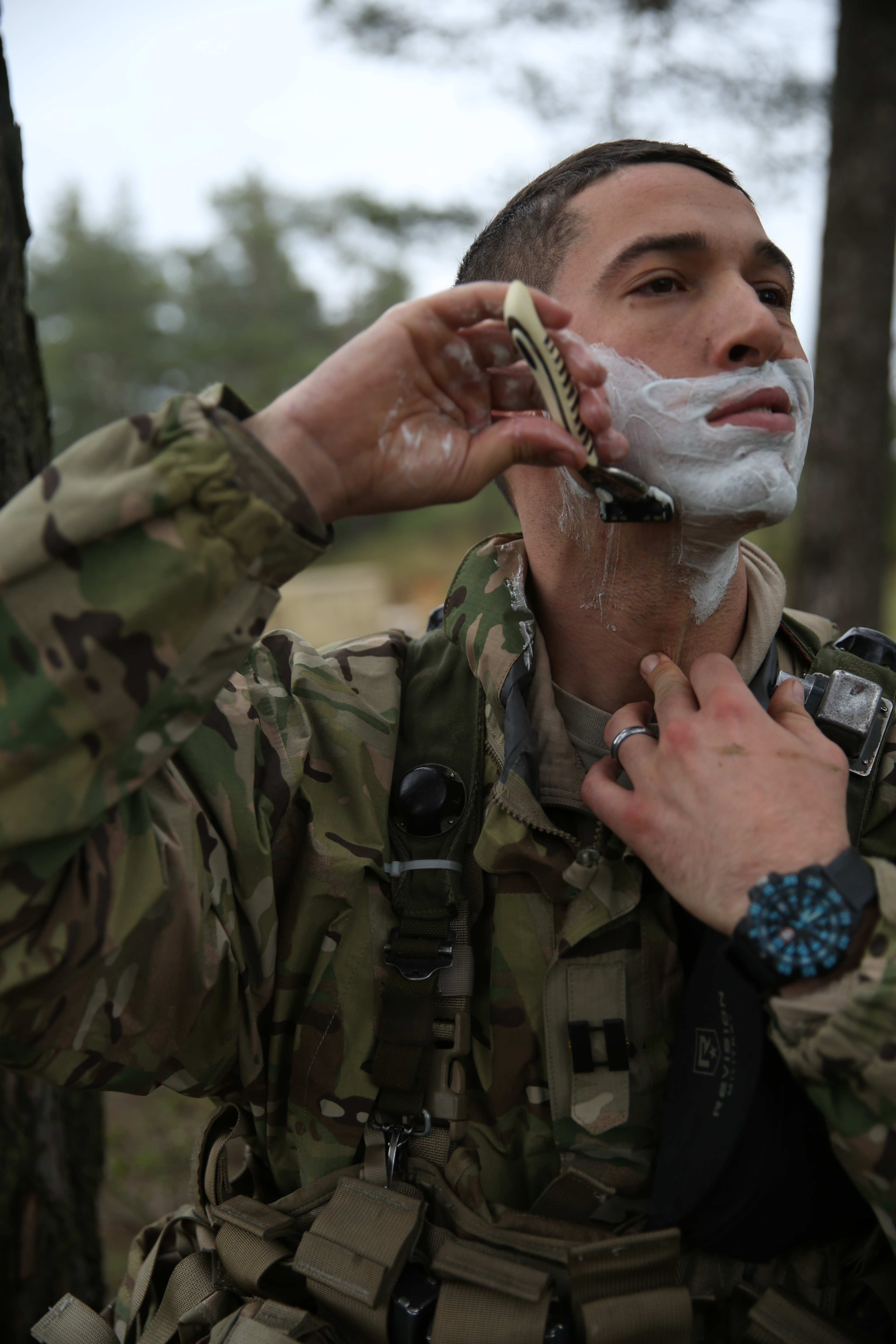
Nassrasur mit einem Systemrasierer

Die Rasur (von lateinisch rasura „Schaben, Kratzen“, auch „Geschabsel, Geraspel“) ist das Schneiden der Haare bis kurz über der obersten Hautschicht mit einer Klinge, so dass diese nicht mehr fühlbar sind. Das Haar wird dabei nicht entfernt, sondern nur gekürzt. Bei der Haarentfernung, auch Epilation, wird die Haarwurzel mit entfernt. Wie Höhlenmalereien belegen, haben sich bereits vor 25.000 Jahren die Menschen mit Hilfe von geschärften Steinen und Muscheln die Behaarung abgeschabt.

## Erste Rasur
Im alten Rom wurde die erste Rasur als religiöses Ritual gefeiert. Bei dieser Feier gaben die Jungen ihr Kinderspielzeug auf und wurden zum ersten Mal rasiert. Der Junge galt danach als Erwachsener.
Der Zeitpunkt der ersten Rasur kommt ganz auf die individuelle Entwicklung des Bartwuchses und auf die persönlichen Vorlieben an. Manche Jungen beginnen schon mit 13 Jahren, sich zu rasieren, während andere erst mit 17 oder später anfangen. Entscheidend ist auch, ob den jungen Männern der spärliche Bartflaum gefällt oder nicht. Die verbreitete Meinung, dass die frühe Rasur zu stärkerem Bartwuchs führt, ist falsch. Dieser Irrtum entsteht dadurch, dass die Haarenden nach einer Rasur nicht mehr spitz zulaufen und sich härter anfühlen.

## Manuelle Rasur

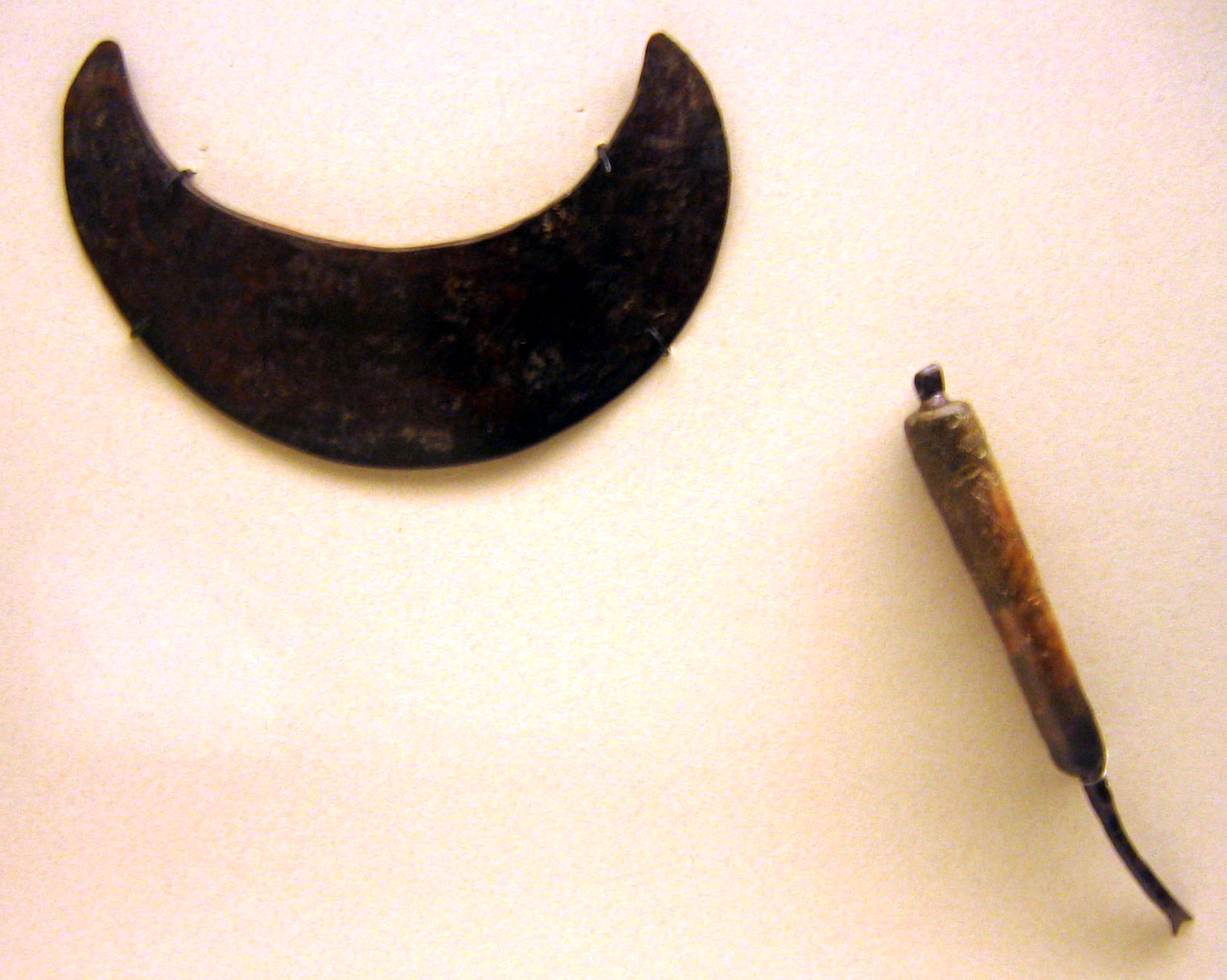
Altes Rasiermesser (links) aus der Hallstattzeit

### Geschichte
Frühe Rasierer bestanden aus geschliffenem Feuerstein, Steinmessern, Muschelschalen und Haifischzähnen. Archäologische Funde von Rasierschabern aus Stein sind bereits aus dem 6. Jahrtausend v. Chr. bekannt. Harte Gesteine wie Flint oder Obsidian erlaubten es, wesentlich schärfere Klingen zu fertigen als die damals verfügbaren weichen Metalle. Auch Bronzeschaber sind gefunden worden. Die Ägypter benutzten im 4. Jahrhundert Kupfer- oder Goldmesser. Die Römer nutzten Bimsstein. In Südamerika bevorzugten es die Ureinwohner dagegen, die Haare auszuzupfen, anstatt sie zu rasieren.
Ursprünglich war die Klinge des Rasiermessers feststehend, aber schon ca. 1550 v. Chr. sind die ersten einklappbaren Messer bekannt. Im 17. Jahrhundert wurde in Sheffield das Klapprasiermesser wieder eingeführt. Rasiermesser hervorragender Qualität kamen in der Folge aus den Messermetropolen Solingen und Sheffield. Die Nassrasur der Barthaare wurde traditionell beim Barbier mit dem Rasiermesser durchgeführt. In den meisten Kulturkreisen ist dieser Berufsstand selten geworden, aber im arabischen Raum wird die Barbierkunst noch gepflegt.

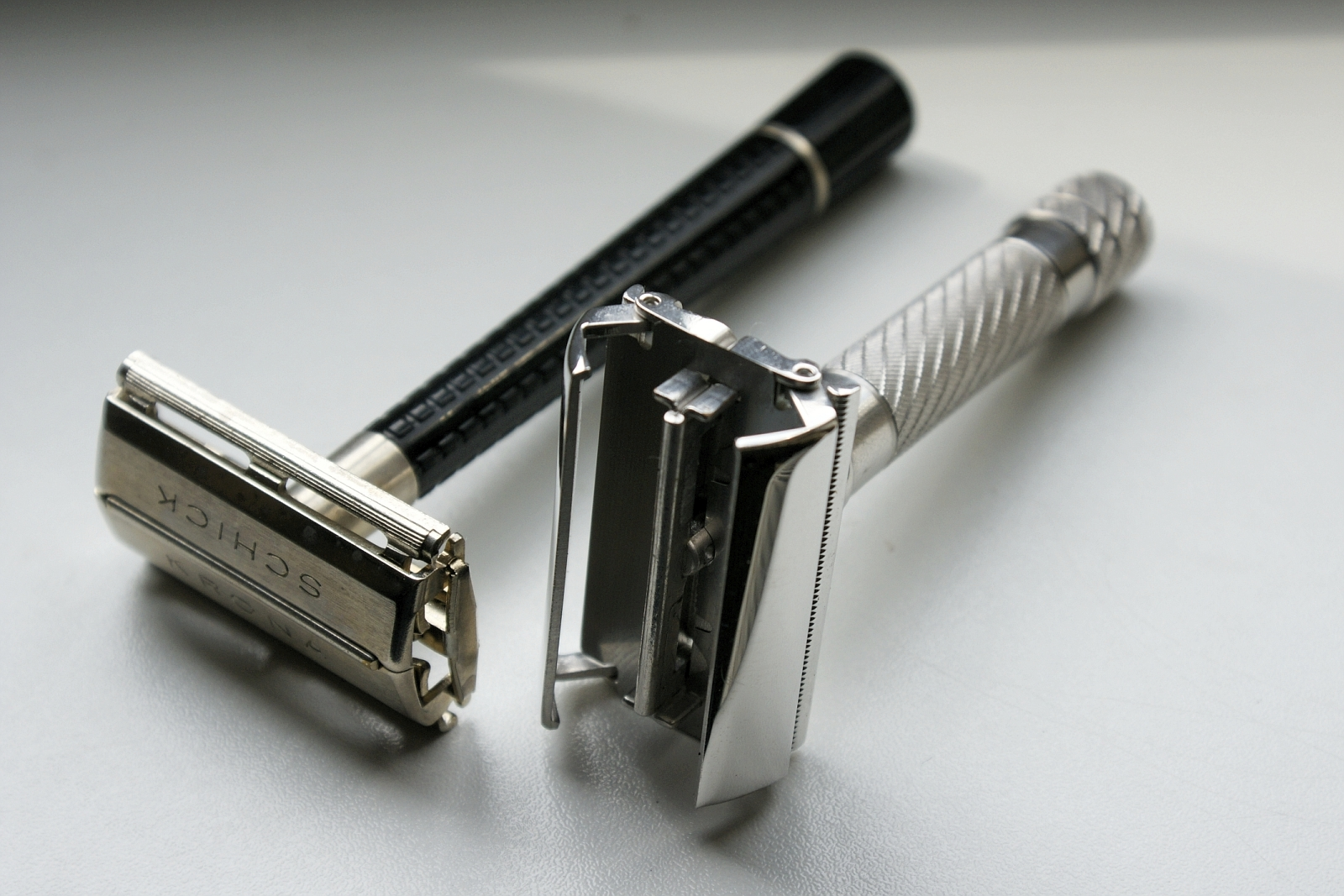
Zwei traditionelle Rasierhobel: Schick Krona und Gillette Aristocrat

1901 wurde der Rasierhobel mit doppelseitiger Sicherheitsrasierklinge erfunden der eine Rasur zu Hause ermöglichte. Im Ersten Weltkrieg wurden diese Apparate von amerikanischen Soldaten in großer Stückzahl verwendet, um die erstmals verwendeten Gasmasken luftdicht am Gesicht abzuschließen. Hygienische Gründe kamen später dazu.
Ab 1952 produzierte die griechische Firma Violex (Βιομηχανία Λεπίδων Ξυρίσματος) die Astor Rasierklingen. 1972 schlug Kenneth Gyllerstrom ein schwedischer Mitarbeiter dem Eigentümer Politis vor einen Rasierer auf den Markt zu bringen, der für den einmaligen Gebrauch wäre. Da die Firma nicht über das notwendige Kapital verfügte den ersten Einwegrasierer der Welt auf den Markt zu bringen, stieg die französische Firma BIC 1973 in das Unternehmen ein und ermöglichte den ersten Einwegrasierer der Welt, 1999 übernahm BIC  auch die restlichen Anteile.

### Gegenwart

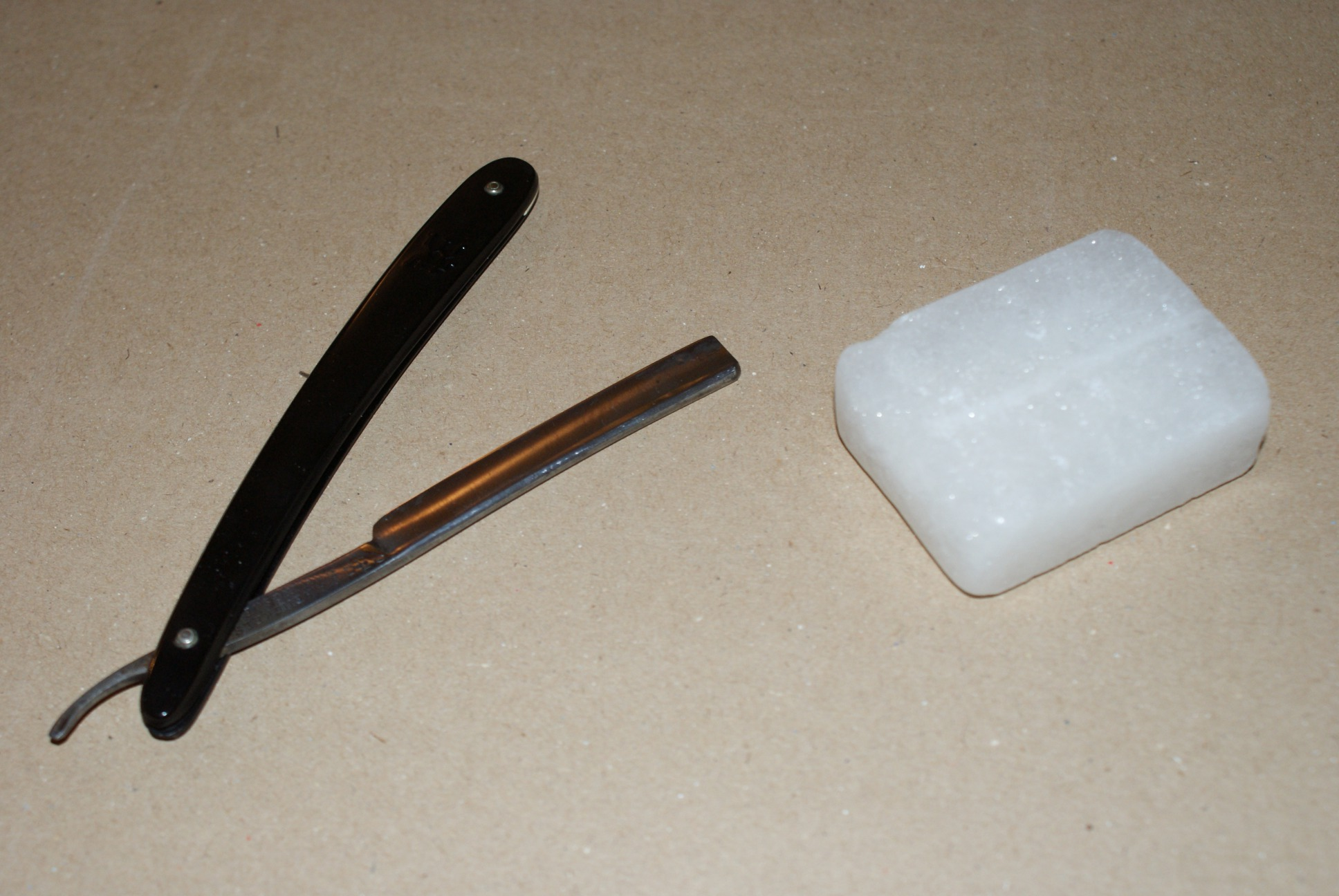
Rasiermesser (ca. 1910) und Block aus Alaun

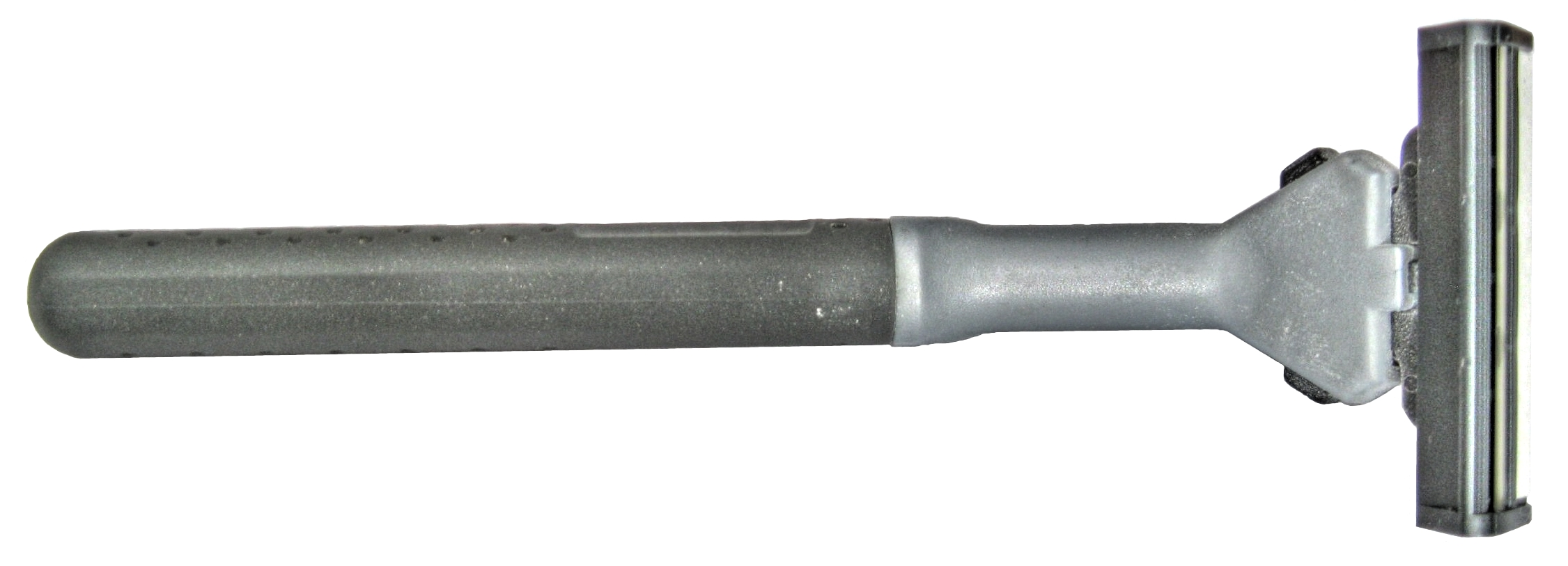
Systemrasierer: zwei Klingen mit Feuchtigkeitsstreifen

Zur Erweichung der Barthaare und für ein besseres Gleiten der Klinge auf der Haut verwendet man traditionell Rasierseife, eine Rasierschüssel, einen Rasierpinsel und als Blutstiller einen Alaunstift. Mancher verwendet auch noch einen vergrößernden Rasierspiegel.
Um den Rasierkomfort zu erhöhen, wird von der Industrie auch Rasierschaum aus der Sprühdose angeboten. Dieser erreicht aber nicht die dicke Cremigkeit und damit Wirksamkeit beim Aufweichen der Barthaare einer selbst aufgeschäumten Rasierseife oder Rasiercreme aus der Tube. Alternativ kann man auch Rasieröl verwenden. Im Rasieröl enthaltene Polyphenole haben eine entzündungshemmende und adstringierende (zusammenziehende, blutstillende) Wirkung. Diese wird durch die im Öl enthaltenen Tannine hervorgerufen. Aus diesem Grund werden Tannine in der Medizin auch als Hämostatikum und Antiseptikum verwendet. Rasieröl kann auch als Pre-Shave vor dem Auftragen des Schaumes verwendet werden. Nach dem vorsichtigen Abschaben der Bartstoppeln mit dem Rasierapparat und dem Abspülen des Schaums wird meist ein alkoholhaltiges Rasierwasser (Aftershave) aufgetragen, um die Mikroverletzungen zu desinfizieren und einen leichten Duft aufzutragen. Für empfindliche Gesichtshaut gibt es auch alkoholfreie Rasierwasser.
Grundsätzlich wird unterschieden zwischen kostengünstigen Einwegrasierern, die nach einmaligem Gebrauch entsorgt werden und Systemrasierern, bei denen nur die Klingenblöcke gewechselt werden müssen. Bis heute erhältlich sind die mechanischen Rasierapparate der ersten Generation (Rasierhobel), mit den wechselbaren doppelseitigen Rasierklingen, die im Unterhalt sehr günstig sind.
Bei den Systemrasierern liefern sich Gillette und Wilkinson Sword ein Rennen um die beste Nassrasur, wobei günstige Anbieter wie Drogerie-Eigenmarken mit kurzen Verzögerungen nachziehen. So stieg die Klingenzahl von zwei auf mittlerweile bis zu sechs, die teilweise einzeln federnd gelagert sind sowie speziell gehärtet und leicht gleitend sein sollen. Des Weiteren wurden erst unterhalb und mittlerweile zusätzlich oberhalb der Klingen sogenannte Feuchtigkeitsstreifen angebracht, und Gummilamellen sollen die Haare vor der Rasur aufrichten. Die Klingenblöcke selbst sind in verschiedene Richtungen schwenkbar gelagert. Die Produkte der beiden Hersteller unterscheiden sich hauptsächlich darin, dass Wilkinson die Klingen nicht einzeln lagert und stattdessen die Klingenblöcke mit feinen senkrecht verlaufenden Drähten versieht, wodurch die Verletzungsgefahr gesenkt werden soll. Beide Hersteller setzen bei den Spitzenmodellen mittlerweile auf batteriebetriebene Vibrationen zur Unterstützung der Rasur.
Im Vergleich zu Systemrasierern sind Hobel und Rasiermesser im Gebrauch umweltfreundlicher und deutlich günstiger, da die Klingenblöcke der Systemrasierer nur für 8 bis 12 Rasuren empfohlen werden und preislich bei ca. drei Euro pro Stück (Stand Mitte 2019) liegen.

## Maschinelle Rasur

### Geschichte
Im Jahr 1898 erhielt John F. O’Rourke ein Patent für einen Elektrorasierer (US-Patent 616.554). Der erste Trockenrasierer wurde 1915 durch Johann Bruecker, einem Donauschwaben, der in die USA ausgewandert war und dort als Schlosser und Mechaniker arbeitete, erfunden. Er arbeitete mit rotierenden Klingen, angetrieben von einem mechanischen Aufziehmotor. Mit der Entwicklung kleiner Elektromotoren wurde es in den 1930er Jahren möglich, elektrische Rasierapparate für die Trockenrasur zu entwickeln. Diese wurde auch als Sicherheitsrasur bekannt, da kein offenes Messer verwendet wird. Der Messerblock liegt geschützt hinter einer Scherfolie (Scherblatt). 1937 wurde in den USA der erste handliche Elektrorasierer von Jacob Schick (1878–1937) mit oszillierendem System (Schwingankermotor) durch die Firma Remington angeboten. 1939 folgte Philips mit einem eigenen rotierenden 3-Klingen-Schersystem, das von Alexandre Horowitz erfunden wurde. Breit durchsetzen konnte sich die relativ teure Technik der Trockenrasur nach dem Zweiten Weltkrieg. In den 1980er und 1990er Jahren vertrieb auch Grundig Rasierer mit einem 40 µm dicken Scherblatt und oszillierendem Messerblock. Den prägendsten Einfluss auf die Erscheinungsform des modernen Trockenrasierers wird Roland Ullmann zugeschrieben, der für Braun mehr als 100 Rasierer entwarf und im Zusammenhang mit maschinellen Rasierern weit über 100 Patente registrierte.

### Gegenwart
Die beiden gebräuchlichsten Typen von elektrischen Rasierapparaten sind Folienrasierer, benannt nach ihrer rechteckigen, die Haut schützenden, Scherfolie aus Metall unter welcher ein oszillierender Klingenkopf sitzt sowie Rotationsrasierer, welche in der Regel mehrere kreisrunde, rotierende Klingenköpfe besitzen (siehe Fotos unten).
Bedeutende Anbieter von Rasierapparaten sind gegenwärtig Braun, Remington, Philips (Philishave) und Panasonic. Waren Elektrorasierer früher unpräzise, so haben sie inzwischen gegenüber den Handrasierern aufgeholt. Spezielle Modelle für Frauen („Lady-Shaver“) sind erhältlich. Hautreizungen sind bei der Elektrorasur in der Regel geringer als bei der (Nass-)Rasur von Hand.
Vor der Elektrorasur kann ein alkoholhaltiges Preshave im Gesicht aufgetragen werden, das die Barthaare aufrichtet und die Gesichtshaut entfettet. Alternativ stehen Rasierpuder als Stift oder in Dosen zur Verfügung, die die Haut ebenfalls entfetten.
Moderne wasserfeste Elektrorasierer sind auch für die Nassrasur geeignet und kombinieren auf diese Weise die Gründlichkeit und Hygiene der Nassrasur mit der Schnelligkeit und Sicherheit der Elektrorasur. Zur Verbesserung der Hygiene sind inzwischen Reinigungsstationen für Rasierapparate weit verbreitet und werden oft zusammen mit dem Neugerät verkauft. In den Reinigungsstationen wird der Scherbereich des Rasierers nach Benutzung in einer meist alkoholischen Flüssigkeit aufbewahrt und je nach Programm automatisch oder auf Knopfdruck durchgespült.

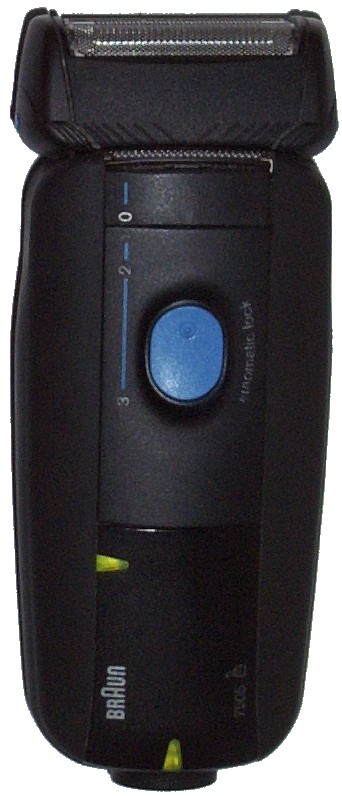
Modell Braun Syncro 7505
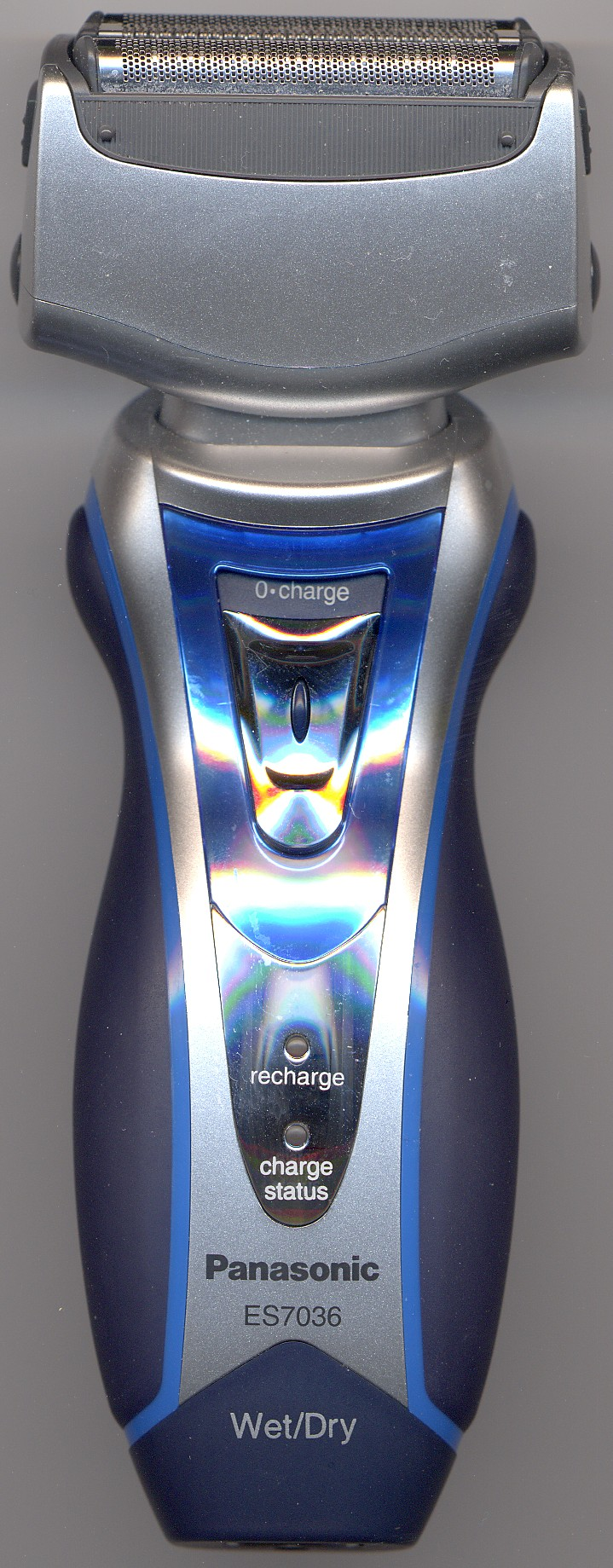
Nass-Trocken-Rasierer von Panasonic
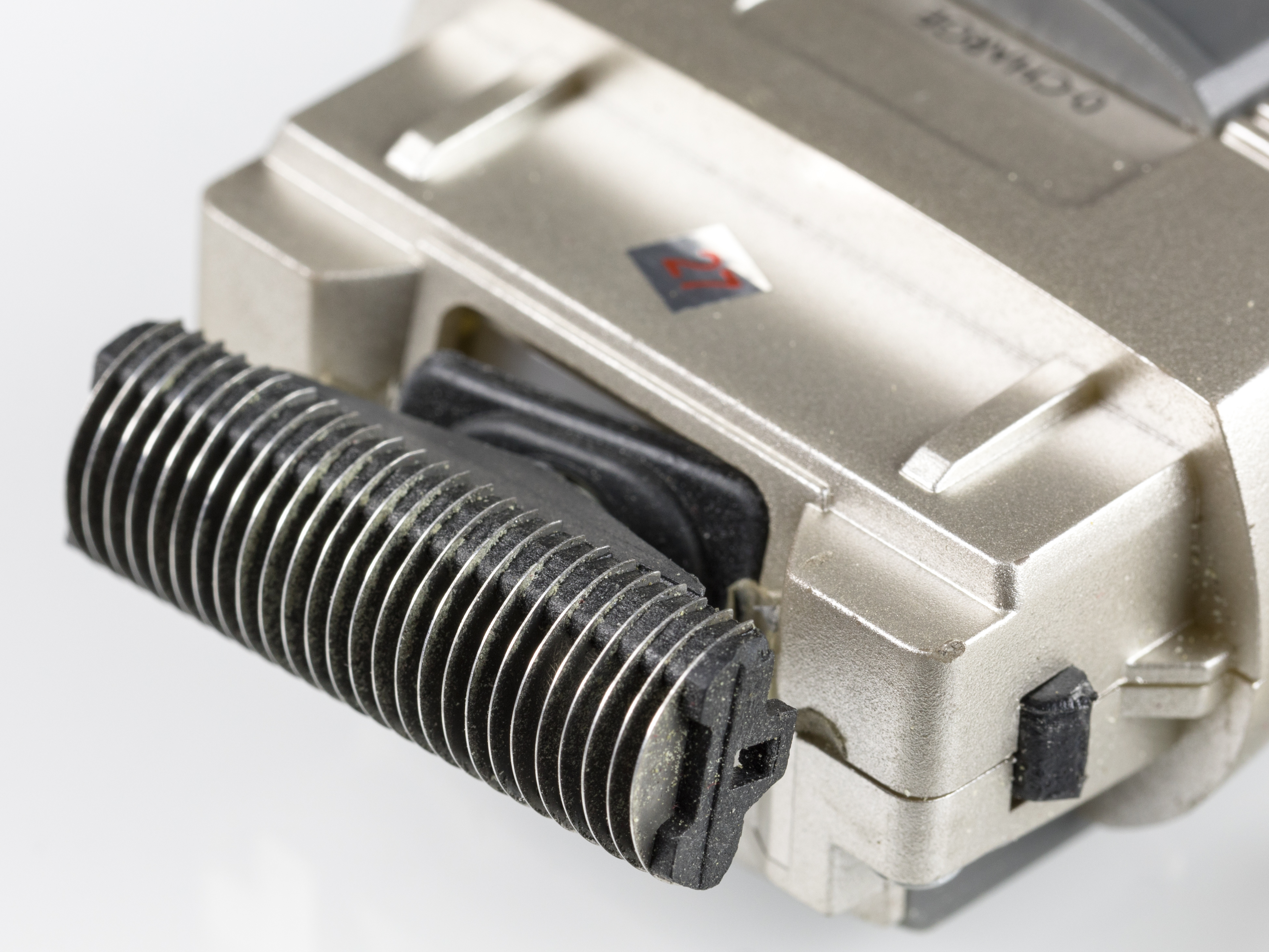
Oszillierender Scherblock
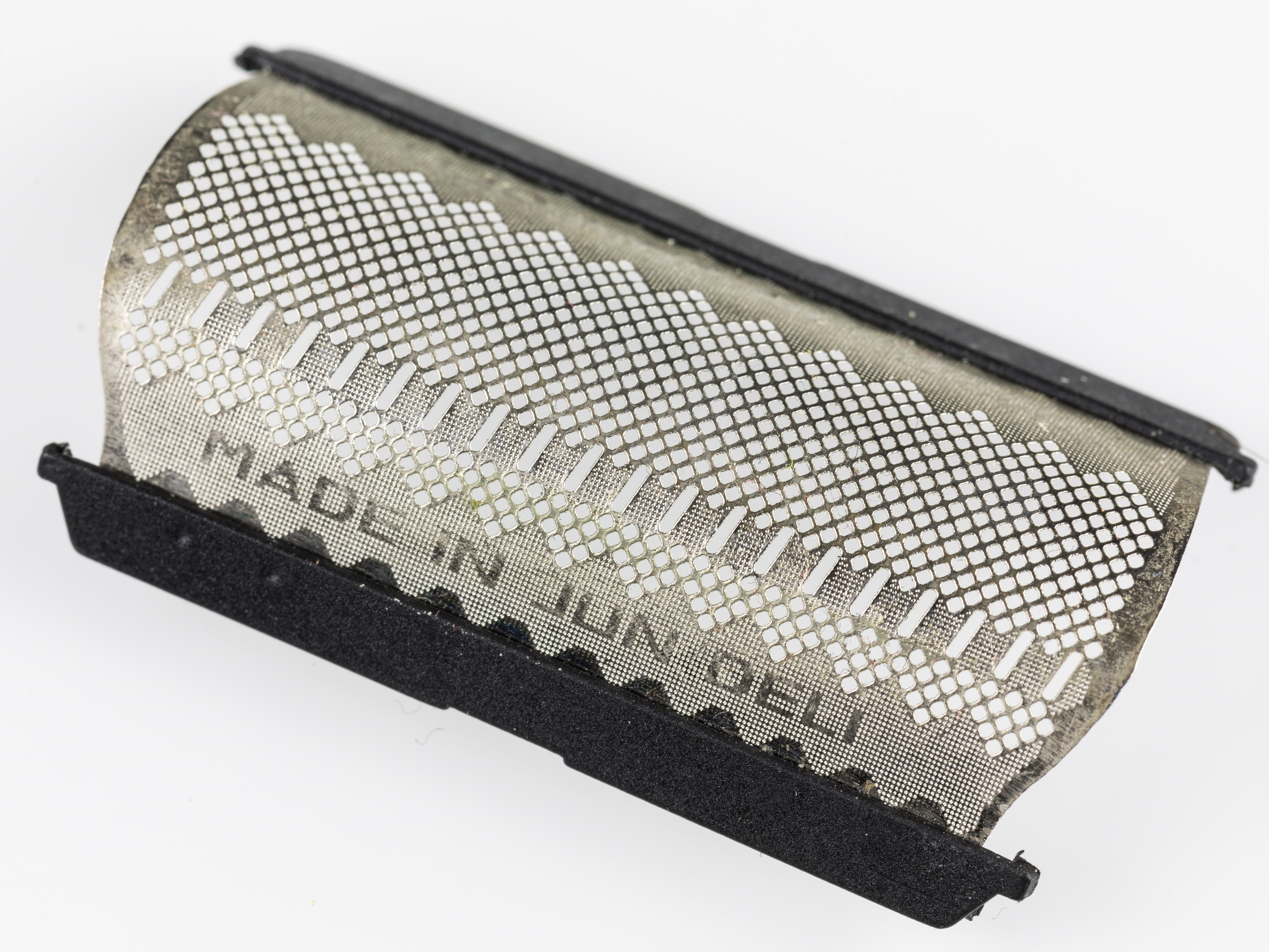
Scherfolie
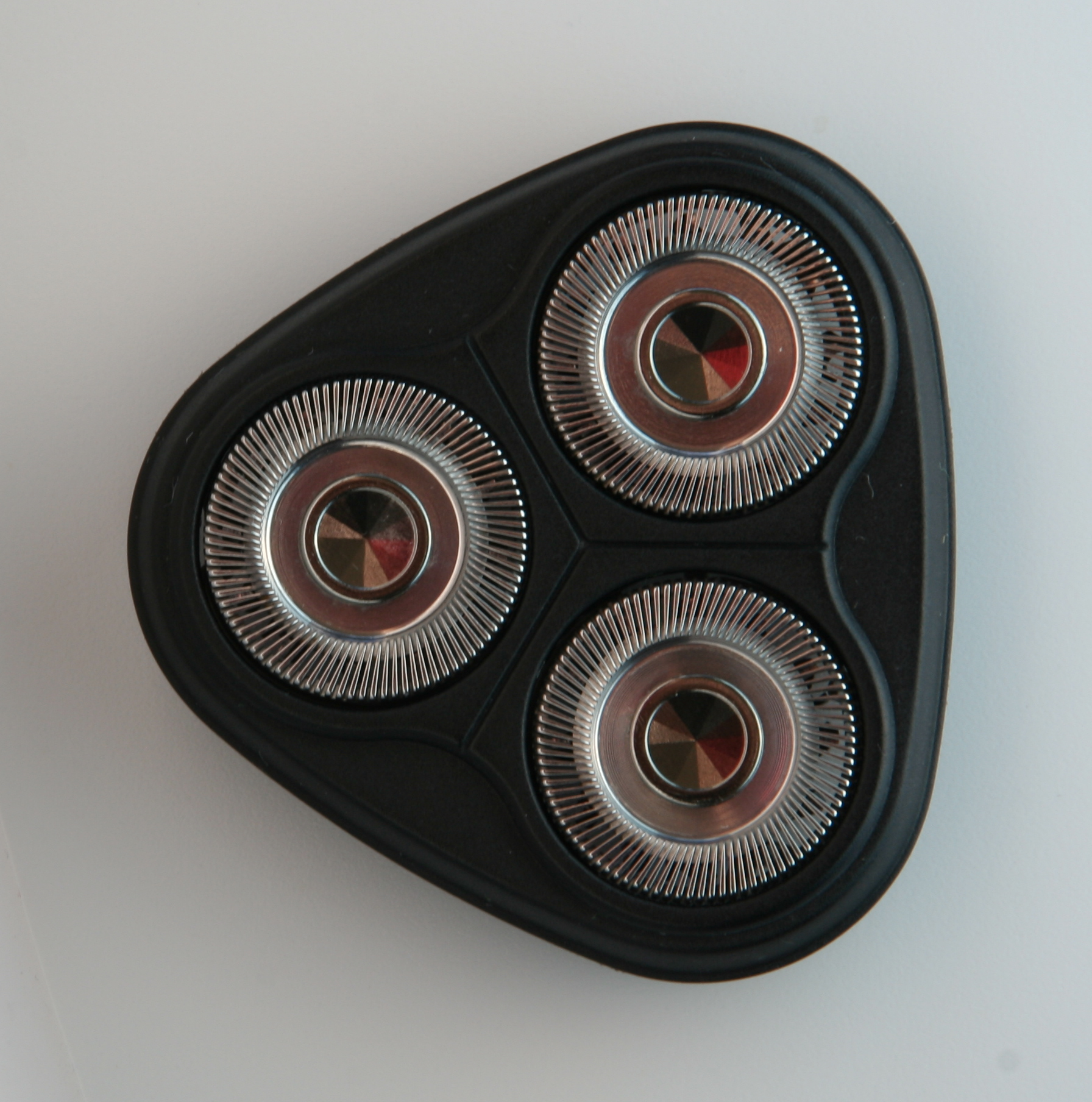
Scherkopf eines Rasierapparates mit rotierenden Messern (Bauart Philips)
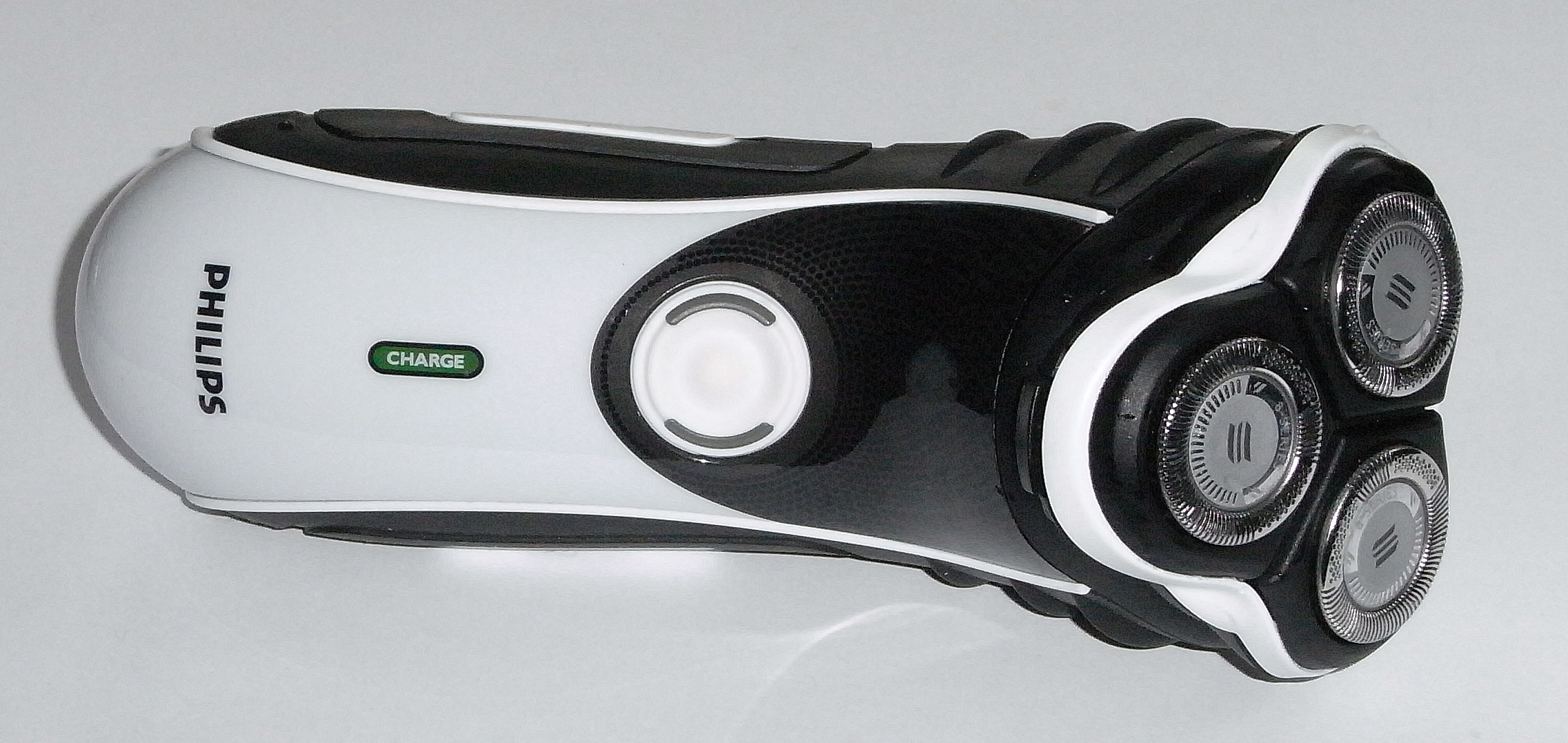
Rasierapparat Philips 7300 Serie
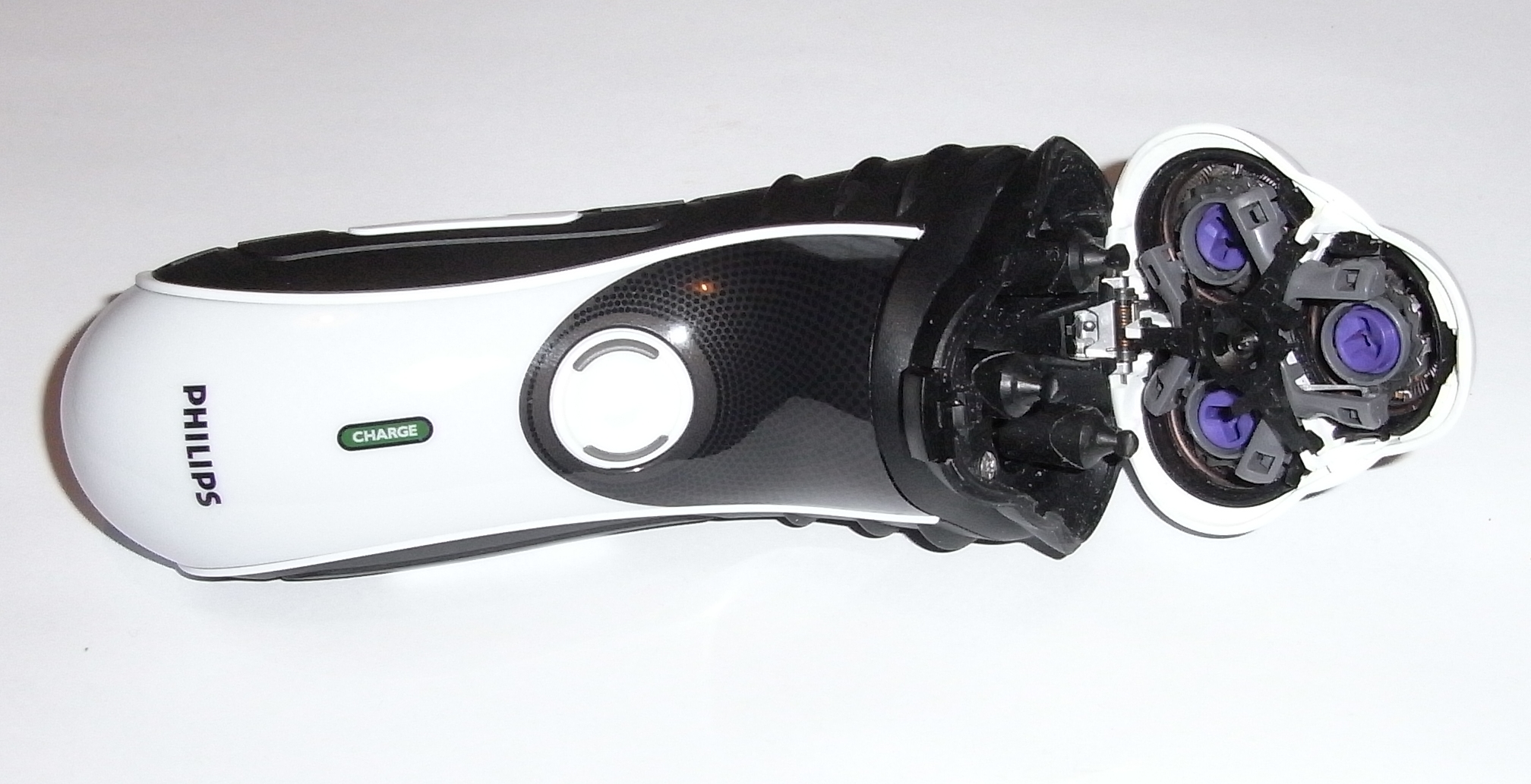
Rasierapparat Philips offen
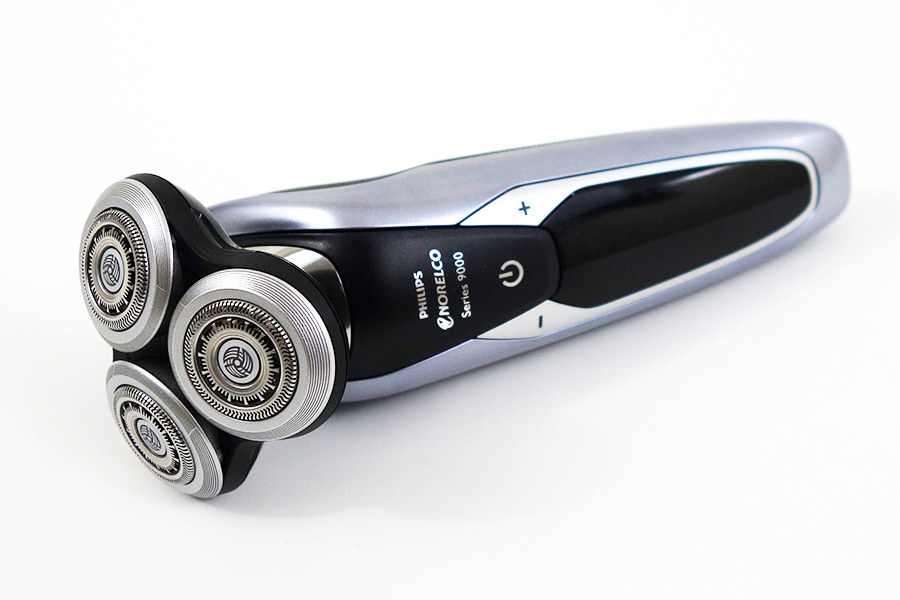
Rasierapparat Philips Norelco 9700 Serie
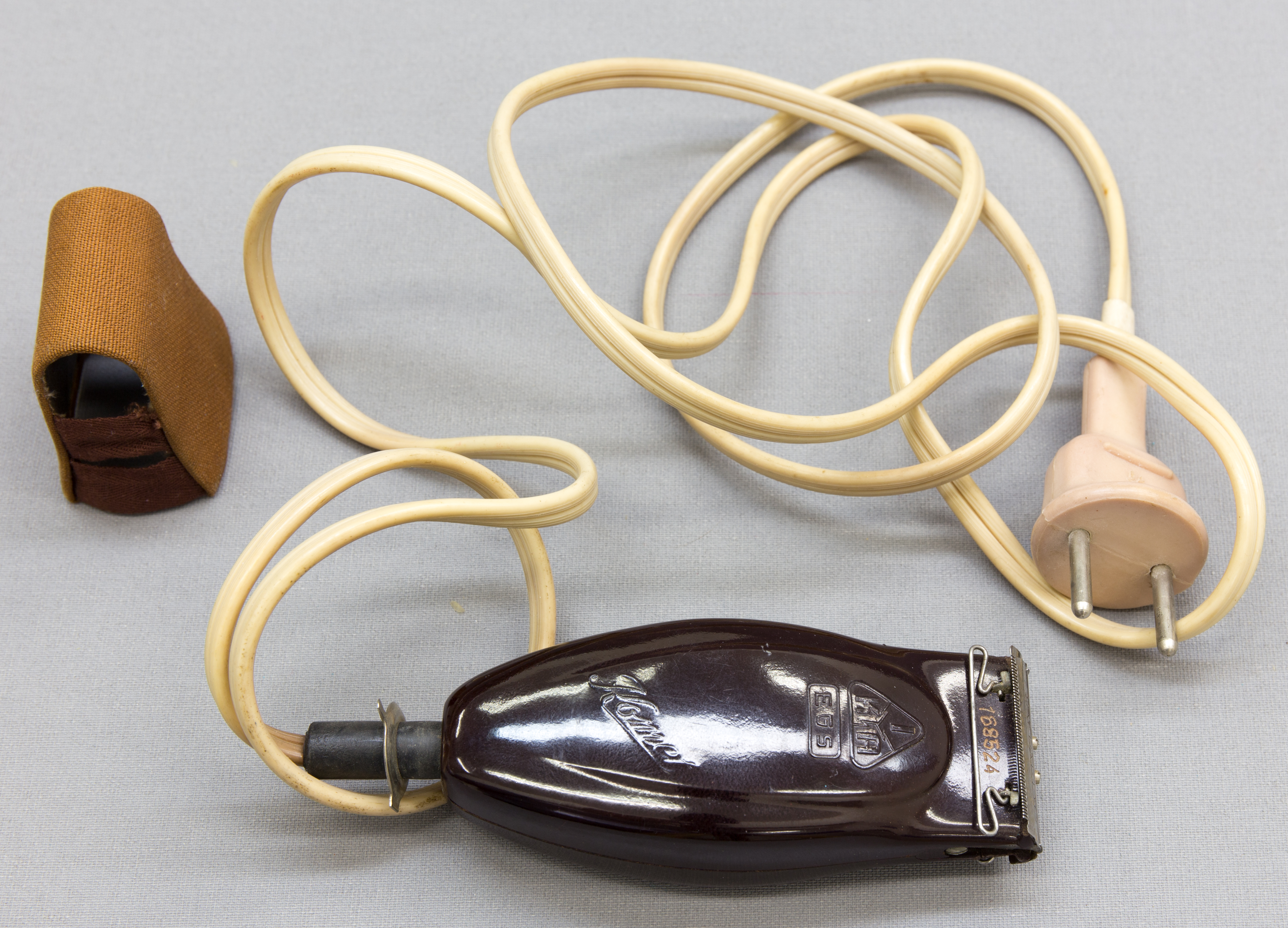
Rasierer Komet aus der DDR vom VEB Elektrogerätewerk Suhl
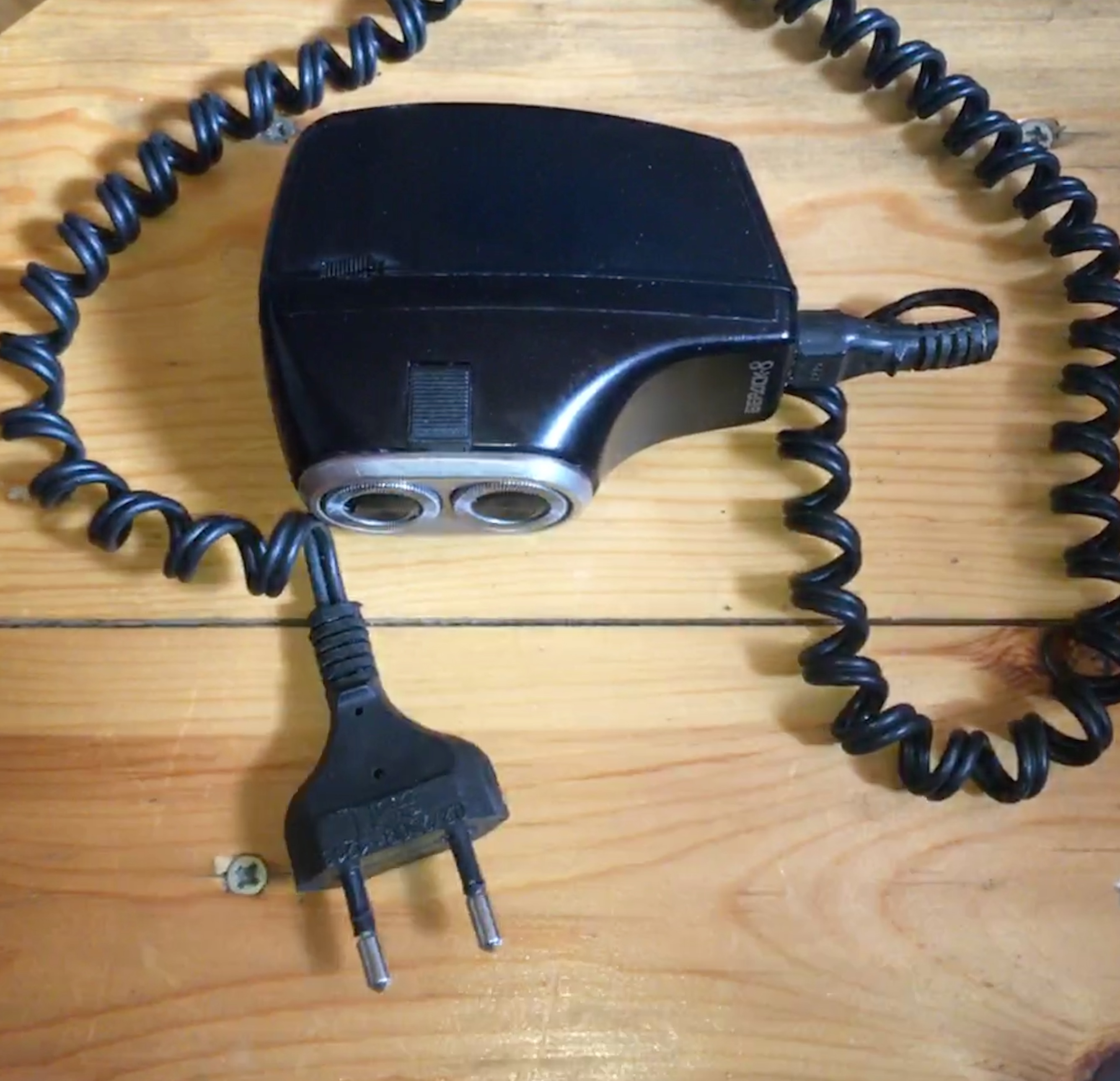
Elektrorasierer hergestellt in Russland